# Золотов, Юрий Васильевич
Юрий Васильевич Золотов (16 июня 1929, Москва — 12 октября 1998, там же) — советский футболист, левый крайний нападающий, и футбольный тренер. Мастер спорта СССР (1952), Заслуженный тренер РСФСР (1965).

## Карьера игрока
Начал заниматься футболом в 1944 году в школе московского «Динамо», первый тренер — Чуркин Михаил Васильевич. Кроме футбола, занимался хоккеем с шайбой и с мячом.
В 1947—1949 годах выступал за московские «Трудовые Резервы».
В конце 1949 года Юрий Золотов перешёл в «Торпедо» по приглашению тренера Константина Квашнина. В составе «Торпедо» Золотов отыграл семь сезонов, провёл в чемпионате СССР 61 игру и забил 13 голов. В 1951 году в одном из последних матчей сезона против «Спартака» он забил победный гол, позволивший автозаводцам остаться в Высшей лиге. В 1952 году стал обладателем Кубка СССР, в полуфинальном матче против ленинградского «Динамо» забил победный гол ударом с углового. В 1953 году стал бронзовым призёром чемпионата страны.
После ухода из московского «Торпедо» провёл один сезон за горьковских одноклубников.

## Тренерская карьера
Окончил школу тренеров при Центральном институте физкультуры. В 1959—1960 годах тренировал клубную команду «Торпедо», игравшую в чемпионате Москвы, в 1961—1962 годах возглавлял юношескую команду «Торпедо», с которой стал серебряным призёром Всесоюзных юношеских соревнований 1962 года.
В начале 1963 года назначен старшим тренером «Торпедо», но уже в апреле уступил этот пост Николаю Морозову.
В 1964 году вошёл в тренерский штаб сборной СССР, где стал помощником Николая Морозова. В 1965 году, после победы сборной СССР в отборочном турнире чемпионата мира 1966, Золотову было присвоено звание заслуженного тренера РСФСР. В финальном турнире чемпионата мира сборная заняла четвёртое место, что стало наивысшим успехом для советской команды на мировых чемпионатах.
С 1967 года Юрий Золотов вернулся в «Торпедо», в котором работал до ухода на пенсию. В 1967 году он снова возглавлял юношескую команду, в 1968—1969, 1975—1980 и 1985—1994 был начальником команды, в 1970—1974 годах — тренером, в 1980—1984 — директором ДЮСШ «Торпедо».
В 1990-е годы входил в состав исполкома Российского футбольного союза, инспектировал матчи чемпионата России.
Умер в Москве 12 октября 1998 года на 70-м году жизни, похоронен на Ваганьковском кладбище.